# 유엔 환경 계획

유엔 환경 계획(United Nations Environment Program) 또는 '국제연합환경계획'은 환경에 관한 유엔의 활동을 조정하는 기구이다. 약칭은 유네프(UNEP)이며, 때로는 유넵이라고 칭한다.

## 개요
1972년 스웨덴의 스톡홀름에서 열린 《유엔인간환경회의》의 결정에 따라 1973년에 설립되었으며, 케냐의 나이로비에 본부를 두고 있다. 환경과 관련된 다른 국제기구나 국가에 경비와 기술 인력을 지원해 환경보전 활동에 도움을 주는 것을 목적으로 한다.
유엔 환경 계획,유엔 기관으로 환경에 관한 제반 활동을 종합적으로 조정, 지휘하고, 새로운 문제에 대한 국제 협력을 추진하는 것을 목적으로 하고 있다. 또한 많은 국제 환경 협약의 협상을 개최하여 성립시켜왔다. 《몬트리올 의정서》의 사무국을 맡고 있으며, 《워싱턴 조약》, 《본 협약》, 《바젤 협약》, 생물 다양성 협약 등의 협약의 관리도 하고 있다.
《천연 자원부》, 《지속 가능한 생산과 소비부》, 《세계화부》 등 5 부서로 나뉜다. 개발도상국에 본부를 둔 최초의 유엔기구이다. 기반으로 세계 자연 보존 모니터링 센터가 위치해 있다.
2016년 6월 이후 현재까지의 사무총장은 에릭 솔하임이다.

## 조직
- 본부
  - 나이로비
- 지역 사무소
  - 아시아 태평양 지역 사무소, 방콕
  - 서남 아시아 지역 무소, 바레인
  - 라틴 아메리카 카리브 지역 사무소, 파나마
  - 유럽 지역 사무소, 제네바
  - 아프리카 지역 사무소, 나이로비
  - 북미 지역 사무소, 워싱턴DC

## 국제연합환경개발회의
국제연합환경개발회의(國際聯合環境開發會議)는 유엔 총회의 결의에 따라 지구의 환경을 보전하기 위하여 1992년 6월 3일부터 14일까지 브라질의 리우데자네이루에서 개최된 국제 회의이다.

## 국제연합환경계획
국제연합환경계획(國際聯合環境計劃)은 1972년 국제 연합 인간 환경 회의의 인간 환경 선언 채택에 따라 1973년에 발족한 국제 연합의 환경 관련 활동 기관. 인간 환경 보호와 개선을 위한 국제 협력의 촉진을 목적으로 하며, 관리 이사회, 환경 사무국, 환경 조정 위원회로 이루어져 있다. 우리나라는 1972년 이후부터 참여하고 있다.

## 같이 보기
- 툰자 세계 어린이·청소년 환경회의
- 기상이변
- 지구온난화